# Arthur Benjamin
Arthur Benjamin, född 19 mars 1961, är en matematiker med specialkunskaper i kombinatorik. Sedan 1989 har han varit professor på Harvey Mudd College.
Han är känd för sina färdigheter i mental matematik och sin spektakulära föreställning där han utför avancerad huvudräkning snabbare än en miniräknare - så kallat "mathemagics" vilket innebär att man kombinerar sina färdigheter i matematik med magi.

## Utbildning
Benjamin har gjort en fördjupad examen med högsta hedersbetygelse i tillämpad matematik vid Carnegie Mellon University vid 1983. Sedan tog han magisterexamen 1985 och doktorsexamen i matematikvetenskap vid Johns Hopkins University vid 1989.

## Karriär

### "Mathemagics"

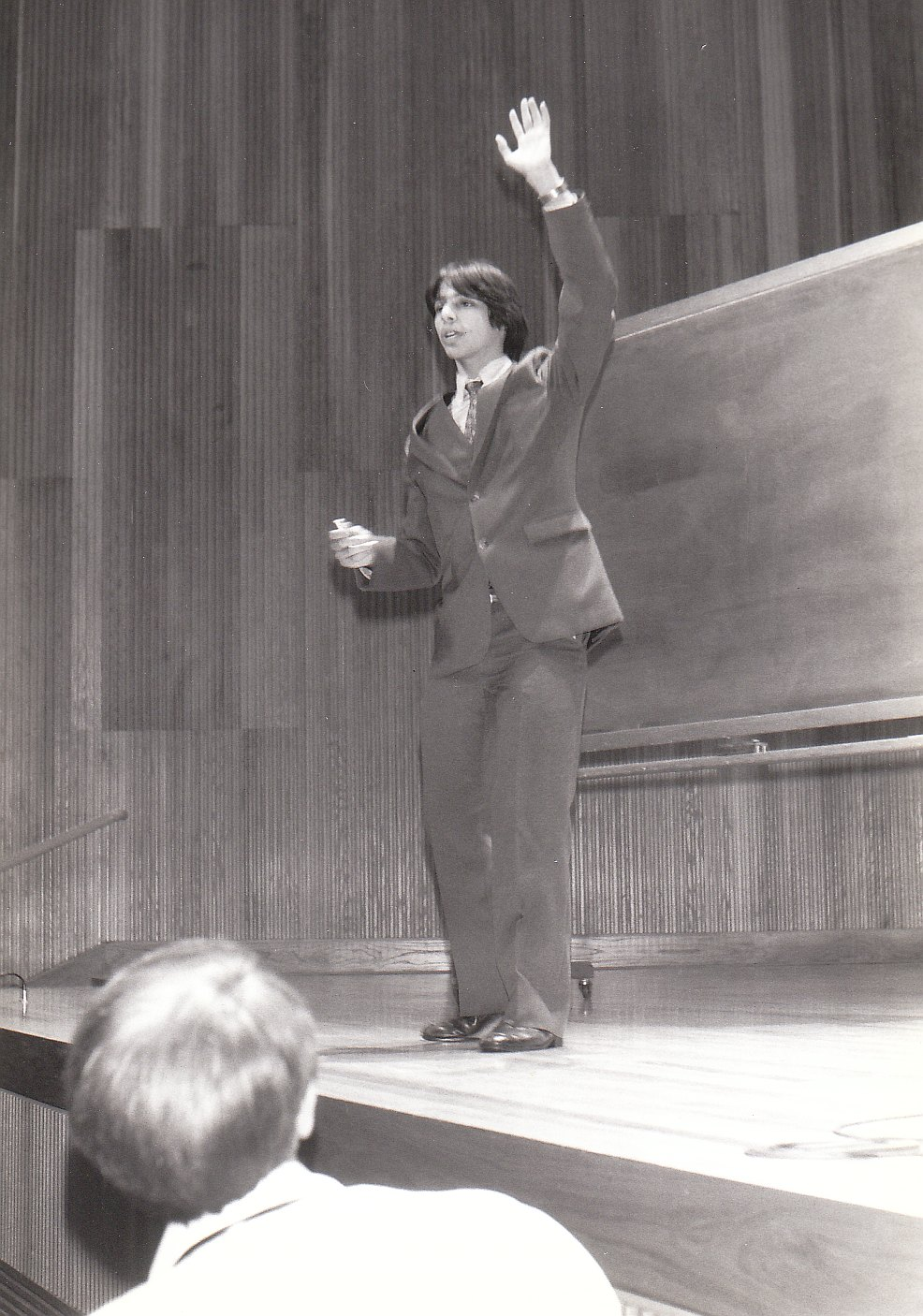
Arthur Benjamin uppträder vid 1983 års CSICOP konferens i Buffalo, New York.

Benjamin har länge varit intresserad av magi. I collage så förbättrade han sina färdigheter som magiker och närvarade vid magikonferenser. Vid en av dessa så mötte han välkända magikern James Randi, som inspirerat Benjamins val att framföra Mathemagics shower live. Randi bjöd in honom för att göra sina matematiska tricks på TV-programmet Exploring Physic Powers Live, programlett av Uri Geller.
Benjamin framför regelbundet sina matteföreställningar live på skolor, konferenser och även på The Magic Castle i Hollywood. Dessa föreställningar går huvudsakligen ut på att höja upp ett, upp till femsiffrigt, nummer med sig själv och att korrekt identifiera vilken veckodag människor från publiken var födda baserad på deras födelsedatum.

## Se mer
- Mathemagician (på engelska) - Wikipedia
- Faster than a calculator | Arthur Benjamin | TEDxOxford - YouTube